# Anthracotheriidae
Anthracotheriidae je vyhynulá čeleď sudokopytníků, jejíž fosilní záznam sahá od středního eocénu po pliocén, možná až po spodní pleistocén.

## Charakteristika

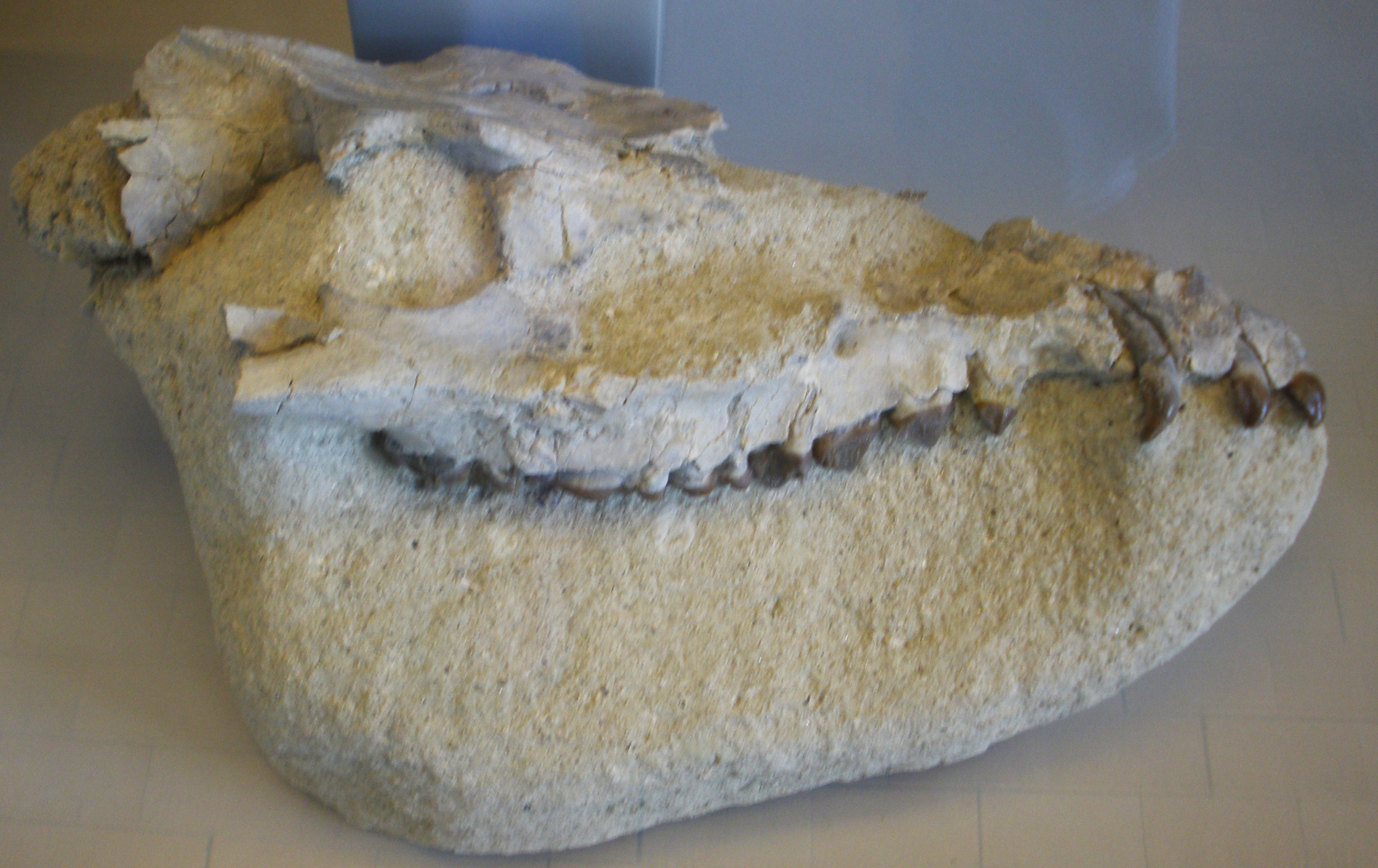
Elomeryx, lebka

Zástupci čeledi Anthracotheriidae se svou velikostí pohybovali od rozměrů malého prasete až po rozměry velkého hrocha. Lebka se vyznačovala dlouhou a úzkou přední (rostrální) částí, u mnoha zástupců se objevovala výrazná diastema mezi předními zuby, jež však scházela u rodu Heptacodon. Na vrcholu lebky se vyvinul mohutný sagitální hřeben pro úpon žvýkacího svalstva. Většina antrakotérií si zachovávala původní zubní vzorec a často mívala mohutné špičáky. Stoličky byly brachyodontní (s nízkými korunkami), jejich plochu tvořily buďto srpkovité sklovinové lišty (selenodontní stoličky), nebo kombinace hrbolků a lišt (bunoselenodontní stoličky). Stoličky si obecně zachovávaly různé charakteristiky typické spíše pro primitivní sudokopytníky. Tělo bylo robustně stavěné, s relativně krátkými končetinami. Přední i zadní končetiny byly vůči sobě proporčně úměrně dlouhé, na přední noze vyrůstalo pět prstů a na zadní čtyři prsty. Osa končetiny procházela mezi třetím a čtvrtým prstem, tedy shodně, jako je tomu i u jiných sudokopytníků; u rodu Elomeryx však osa přední končetiny procházela třetím prstem.

## Paleoekologie a evoluce

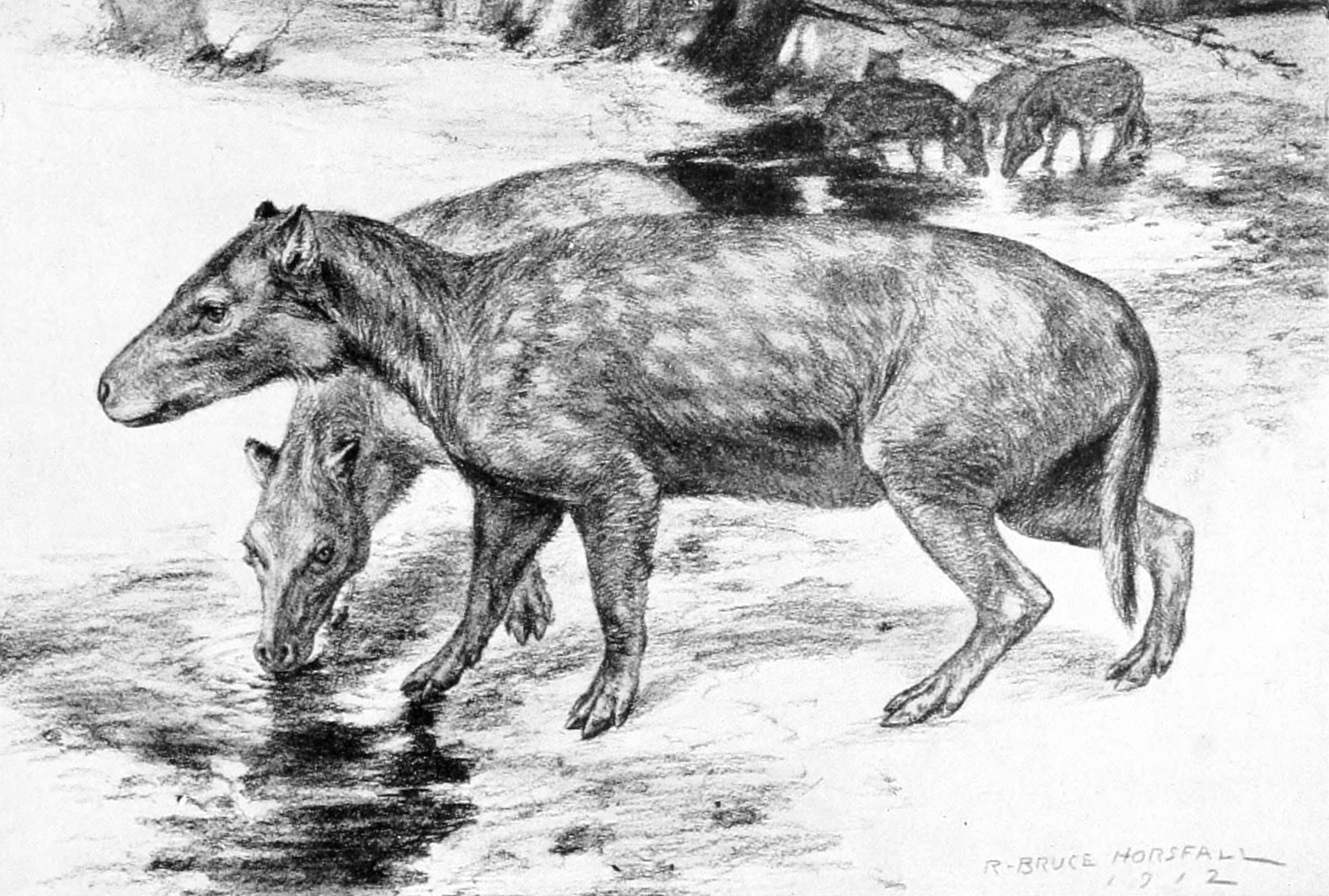
Elomeryx armatus na kresbě od Roberta B. Horsfalla

Antrakotéria prodělala evoluční radiaci ve středním eocénu, původně pocházela z Eurasie. Ve svrchním eocénu se jejich zástupci objevili rovněž v Severní Americe a během oligocénu kolonizovali Afriku. Fylogeneticky se odvozují v rámci kladu Cetancodonta, jenž z přežívajících skupin zahrnuje hrochy a kytovce. Zřejmě se jedná o přímé předchůdce dnešních hrochovitých (Hippopotamidae), s nimiž utvářejí klad Ancodonta. Antrakotéria by v takovém případě představovala parafyletický taxon, užívaný pouze ve formě gradu. Kmenoví zástupci hrochovitích jsou zřejmě zastoupeni podčeledí Bothriodontinae v rámci antrakotérií, zahrnující např. rody Libycosaurus, Merycopotamus či Bothriogenys.
V průběhu evoluce se antrakotéria postupně zvětšovala, přičemž možná zastávala semiakvatické návyky podobně jako současní hroši. Největší z nich dosahovala i podobných rozměrů. Největší severoamerická antrakotéria, Heptacodon a Elomeryx, dorůstala asi do velikosti vzrostlého prasete. Postupný úpadek antrakotérií od miocenní epochy bývá dáván do souvislosti s rozvojem pravých hrochovitých, nicméně protože hrochovití nikdy nekolonizovali Severní Ameriku, vyhynutí na tomto kontinentu je třeba dávat do souvislosti s jinými faktory. Studie z roku 2023, jež na základě mikropoškození zubů rekonstruovala složení jídelníčku rodu Anthracotherium z oligocénu francouzského naleziště Quercy, tento rod identifikovala jako oportunistického býložravce, jenž se živil pastvou, ovocem i listím.